# استیکنی (ایلینوی)
استیکنی (به انگلیسی: Stickney) یک روستا در ایالات متحده آمریکا است که در شهرستان کوک (ایلینوی) واقع شده‌است. استیکنی ۵٫۰۸ کیلومتر مربع مساحت و ۶٬۷۸۶ نفر جمعیت دارد.